# Eckart Heinze
Eckart Heinze, Pseudonym Michael Mansfeld, (* 4. Februar 1922 in Leszno (dt. Lissa, vormals Provinz Posen); † 26. Mai 1979 in Rosenheim) war ein deutscher Journalist und Schriftsteller.

## Leben
Der Sohn eines Direktors eines Braunkohlebergwerks besuchte von 1928 bis 1934 die Schule in Halle an der Saale. Dann besuchte er von 1934 bis 1939 das Kaiserin-Augusta-Gymnasium in Berlin. Er begann ein Studium der Theaterwissenschaften und war gleichzeitig Schauspielschüler. 1941 wurde er zum Militär eingezogen und kam als Soldat in die Sowjetunion, nach Italien und Frankreich. Dabei wurde er neunmal verwundet und dreizehnmal ausgezeichnet. Nach dem 20. Juli 1944 geriet er wegen angeblicher Verbindungen zum militärischen Widerstand kurzzeitig in Haft.
Als Leutnant der Reserve kam er bei Kriegsende in sowjetische Kriegsgefangenschaft. Er konnte daraus fliehen und wurde Dolmetscher in einem DP-Camp für befreite Fremdarbeiter. Danach verdiente er in einigen theaternahen Berufen seinen Lebensunterhalt und wechselte 1949 zum Journalismus.
Als Journalist schrieb Eckart Heinze unter dem Pseudonym Michael Mansfeld. So im September 1951 eine Artikelserie in der Frankfurter Rundschau gegen die Beschäftigung früherer NS-Funktionäre im damaligen Auswärtigen Amt. Die Ergebnisse seiner Recherchen zu dieser Serie ließ er auch in seinen Schlüsselroman Bonn, Koblenzer Straße (1967) einfließen, in dem er die Verstrickungen zahlreicher Mitarbeiter des Diplomatischen Dienstes in den Nationalsozialismus kaum verhüllt schildert. Scharf kritisiert Heinze darin auch die gesamte außen- und sicherheitspolitische Ausrichtung der Politik Konrad Adenauers, vor allem Gründung und technische Ausrüstung der Bundeswehr.
Der antimilitaristische Michael Mansfield war aber zugleich auch ein Verräter in seiner eigenen politischen Szene. Er diente dem BND als Quelle über seinen Mitstreiter Reinhard Strecker. Vor allem zu dessen kritischem Buchprojekt über die NS-Vergangenheit von Kanzleramtschef Hans Globke hielt er den BND und damit Globke auf dem Laufenden. Dafür nutzte er das Vertrauen Streckers aus, um dann negativ über ihn und das Projekt dem BND zu berichten.
Verschiedene von Eckart Heinze (zum Teil in Zusammenarbeit mit anderen, wie seiner Ehefrau Gerda Corbett) geschriebene Drehbücher wurden zur Produktion von Filmen verwendet. Er schrieb (als Michael Mansfeld) etwa das Drehbuch zum 1978 erstmals gezeigten ARD-Fernsehfilm 1982: Gutenbach von Michael Verhoeven.
Michael Mansfeld ist nicht zu verwechseln mit dem DDR-Drehbuchautor Michel Mansfeld.

## Veröffentlichungen
Drehbücher
- 1956: Die Ehe des Dr. med. Danwitz
- 1959: Die Brücke
- 1961: Der Transport
- 1966: Zeugin aus der Hölle
- 1969: Sir Basil Zaharoff – Makler des Todes (Fernsehspiel)
- 1969: Marinemeuterei 1917 (Fernsehspiel)
- 1970: Der Polizeiminister
- 1972: Max Hölz. Ein deutsches Lehrstück (Fernsehspiel)
- 1973: Eigentlich hatte ich Angst... – Die Geschichte eines ungewöhnlichen Helden (Fernsehspiel)
- 1975: Schließfach 763 (Fernsehspiel)
- 1975: Preußens Justitia (Fernsehspiel)
- 1978: 1982: Gutenbach (Fernsehspiel)

Buchveröffentlichungen
- Der Kurs ist falsch. Verlag Kurt Desch, München 1956.
- Denk ich an Deutschland I. Verlag Kurt Desch, München 1956.
- Sei keinem untertan. Verlag Kurt Desch, München 1957.
- Denk ich an Deutschland II. Verlag Kurt Desch, München 1959.
- Bonn, Koblenzer Straße. Verlag Kurt Desch, München 1967.